# Banelement

Banelement.

Banelement är element som tillsammans representerar en kretsbana i vilken rörelsen sker enligt Keplers ekvation.
En uppsättning banelement kan bestå av uppstigande nodens rektascension, inklination, perigeumargument, halv storaxel, excentricitet och excentrisk anomali.